# チャウン湾
チャウン湾（チャウンわん、ロシア語: Чаунская губа, 英語: Chaunskaya Bay）は、北極海の東シベリア海に位置する湾である。ロシア・チュクチ自治管区のチャウンスキー地区に属する。東経169度線が通る。
| Chaunskaya Bay |

東シベリア海に向かって北に開いており、東のシェラグスキー岬と西のアイオン島の無名の部分によって定義される。奥行は約150km、最大幅は約100kmで最大水深は約25mである。チャウン川、イチュヴェイェム川、パリャヴァーム川、レリュヴェイェム川、プチェヴェイェム川などの多くの河川が南東隅へ流入する。

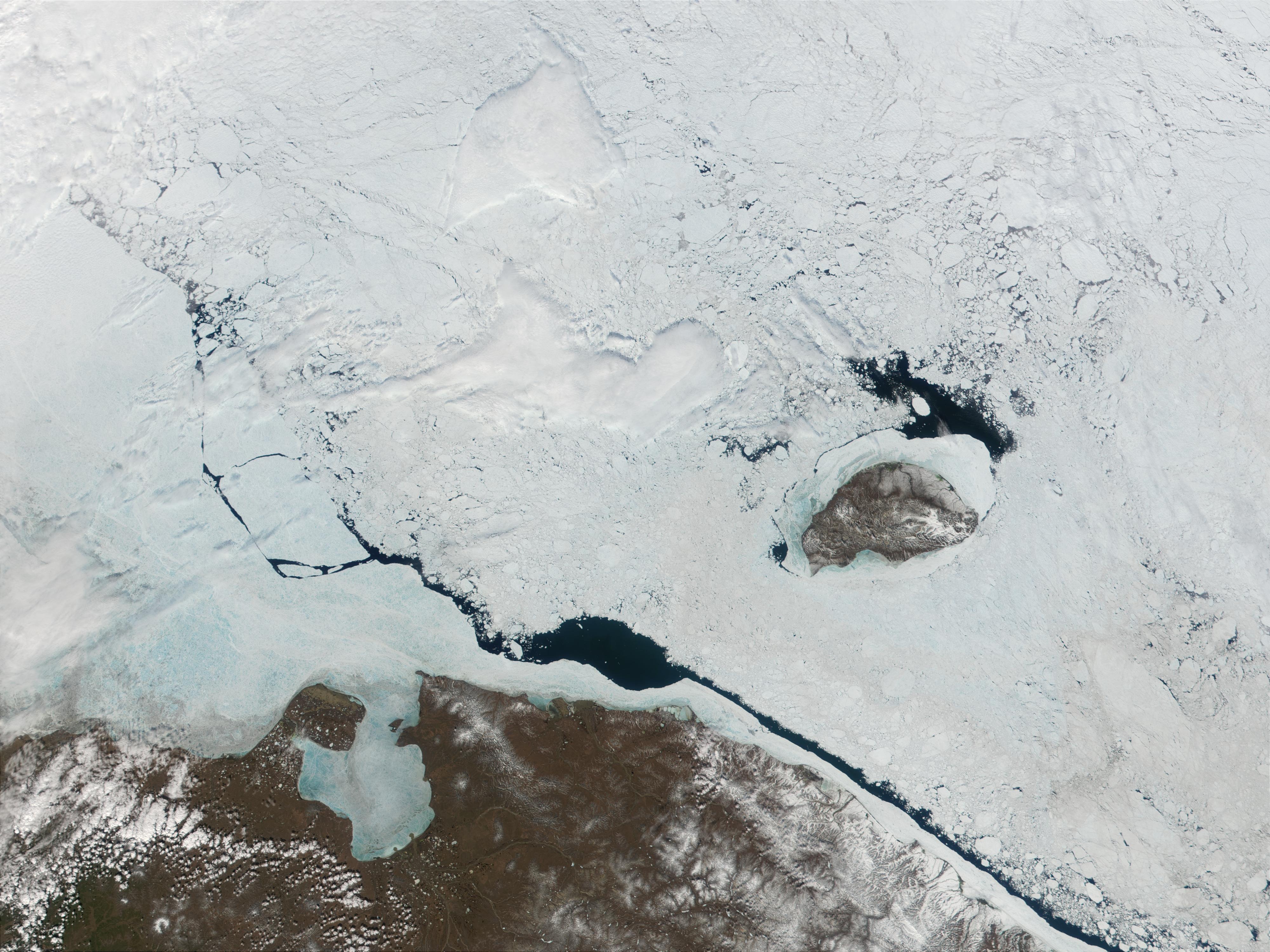
氷に閉ざされたチャウン湾（左下）。画像の右側にあるのはウランゲリ島

チャウン湾は北極海に位置し、海流に乗った氷山が運ばれてくるため、一年の大半が氷に閉ざされている。

## 沿岸の町
- ペヴェク（Певек）
- ヴァリクメイ（Валькумей）
- アパペリギノ（Апапельгино）
- ヤンラナイ（Янранай）
- リトクチ（Рыткучи）